# بخش ویل لیزو
بخش ویل لیزو یکی از بخش‌های کانتون لوسرن  در کشور سوئیس است.